# A-Híd Zrt.
Az A-Híd Zrt. a magyar építőipar egyik legnagyobb mélyépítő vállalata, amely társvállalkozásaival együttesen alkotja a Híd Csoportot.
Az A-Híd a Hídépítő Zrt. szerkezetbeli és a cégformát is érintő átalakulása eredményeként jött létre 2008-ban. A magyar tulajdonú társaság a közlekedési és kommunális infrastruktúra fejlesztésével foglalkozik. Fő profilja, a hídépítés mellett kivitelezőként országszerte, és külföldön egyaránt végez út-, és vasútépítési, vízépítési, szennyvízkezelési, környezetvédelmi tevékenységet.

## Jelentősebb belföldi munkák
Hídépítés, útépítés
- Rába-híd felújítása – Marcaltő
- II. Rákóczi Ferenc Tisza-híd átépítése – Vásárosnamény
- Margit híd felújítása – Budapest
- Ipoly-híd újjáépítése – Ráróspuszta-Rárós
- Móra Ferenc híd építése – Szeged
- Deák Ferenc híd II. ütem építése – Budapest
- Soroksári Duna-híd bővítése – Budapest
- 4. sz. főút „turbó” körforgalom építése – Szolnok
- Széchenyi Lánchíd felújítása – Budapest

Vasútépítés, közösségi közlekedés
- Villamospálya felújítás, villamos járműtelep (remíz) rekonstrukció – Szeged
- Tisza-híd felújítása, állagmegóvása – Tiszaug
- Budapest–Esztergom-vasútvonal rekonstrukciója, bővítése
- M4-es metróvonal három állomásának építése
- 1-es villamos (Budapest) pályafelújítása (a Bécsi úttól a Kerepesi útig, és a Kerepesi úttól a Fehérvári útig)
- 3-as villamos (Budapest) pályájának helyreállítása (Mexikói út és a Gubacsi út között)

Vízépítés
- Hany–Tiszasüly árvízszintcsökkentő tározó építése